# 空中旅游
空中游覽或空中旅行是指遊客乘坐飞机、喷气式飞机、直升機、热气球、飞艇、滑翔机、悬挂式滑翔机、降落伞或其他任何可以飞行的交通工具來觀賞風景的一种旅行方式。从20世纪80年代中期到2000年，全世界航空旅行的遊客人數翻了一番。